# Journal de Moudon
Le Journal de Moudon était un hebdomadaire édité à Moudon, de 1839 à 2021.